# لوتسیا پولاودر
لوتسیا پولاودر (اسلوونیایی: Lucija Polavder؛ زادهٔ ۱۵ دسامبر ۱۹۸۴) جودوکار اهل اسلوونی است.